# Tolcsva
Tolcsva ist eine ungarische Gemeinde im Kreis Sárospatak im Komitat Borsod-Abaúj-Zemplén.

## Geografische Lage
Tolcsva liegt in Nordungarn, 53 Kilometer nordöstlich des Komitatssitzes Miskolc, 9,5 Kilometer südwestlich der Kreisstadt Sárospatak, an dem Fluss Tolcsva-patak. Nachbargemeinden sind Vámosújfalu, Erdőhorváti und Erdőbénye.

## Geschichte
Im Jahr 1913 gab es in der damaligen Großgemeinde 547 Häuser und 3112 Einwohner auf einer Fläche von 2904 Katastraljochen. Sie gehörte zu dieser Zeit zum Bezirk Tokaj im Komitat Zemplén.

## Gemeindepartnerschaften
- Derzen (Дерцен), Ukraine
- Korczyna, Polen

## Söhne und Töchter der Gemeinde
- Béla Mezőssy (1870–1939), Politiker und Ackerbauminister
- William Fox (1879–1952), Filmproduzent
- Zoltán Antalóczy (* 1923), Kardiologe und Hochschullehrer

## Sehenswürdigkeiten
- Griechisch-katholische Kirche Istenszülő elhunyta, erbaut Mitte des 19. Jahrhunderts
- Heimatmuseum (Tájház),
- Landhaus Stépán (Stépán kúria)
- Reformierte Kirche, erbaut 1864–1869
- Römisch-katholische Kirche Kisboldogasszony
- Schloss Dessewffy (Dessewffy-kastély)
- Schloss Rákóczi (Rákóczi-kastély)
- Schloss Waldbott (Waldbott-kastély)
- Weinmuseum (Bormúzeum és Borászati Kultúra Háza)

## Bilder

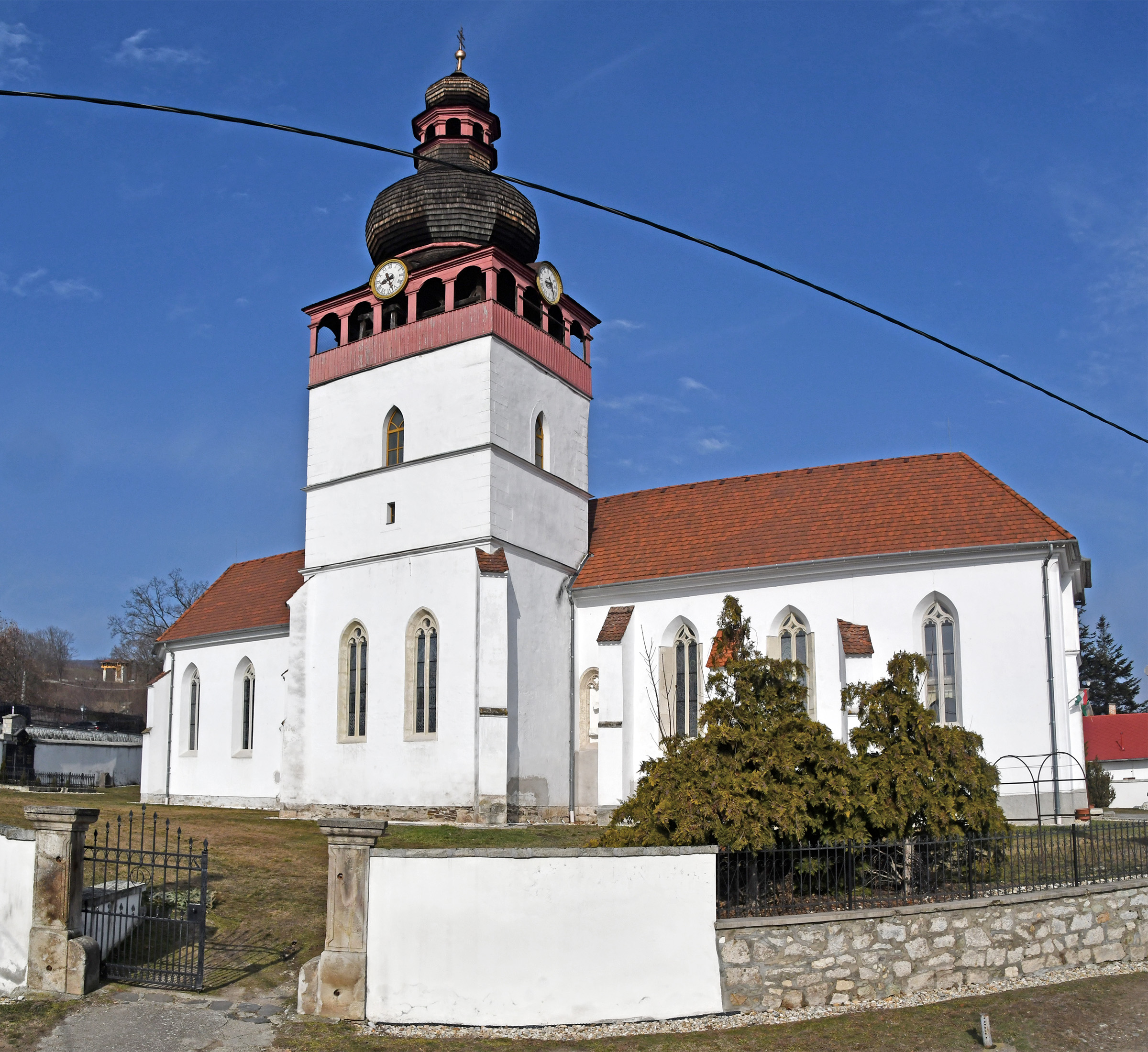
Römisch-katholische Kirche Kisboldogasszony
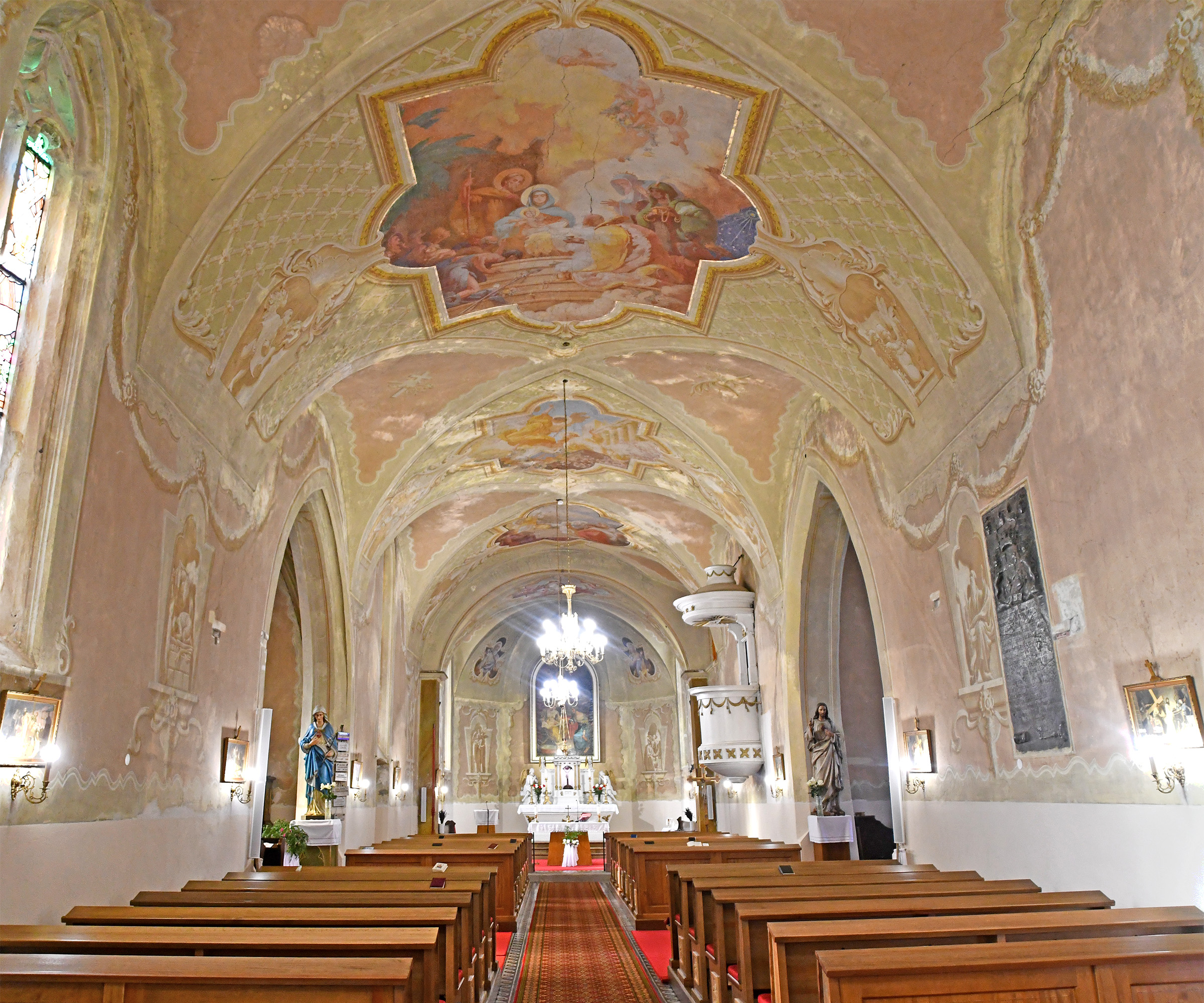
Innenraum der Kirche Kisboldogasszony
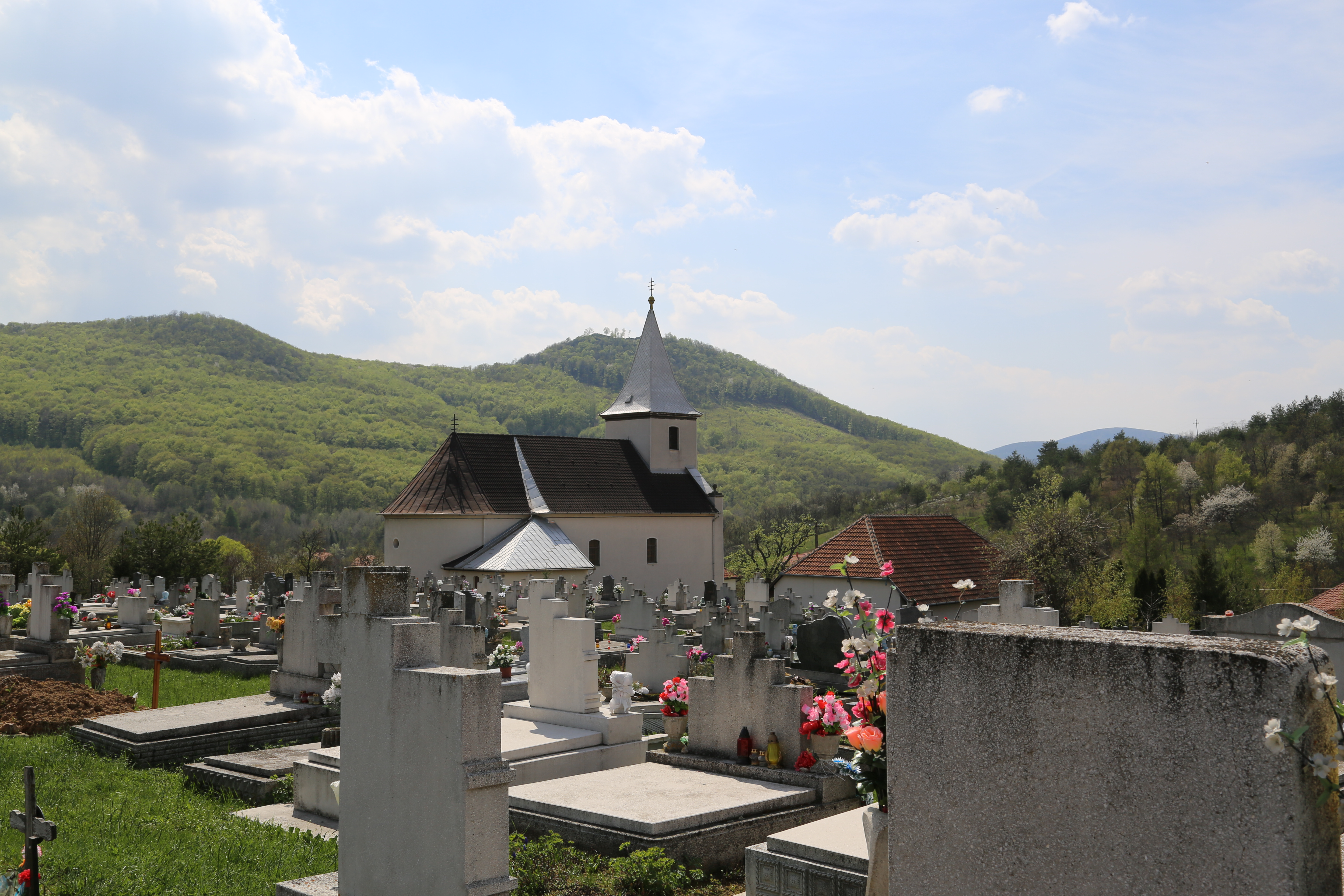
Griechisch-katholische Kirche Istenszülő elhunyta mit Friedhof
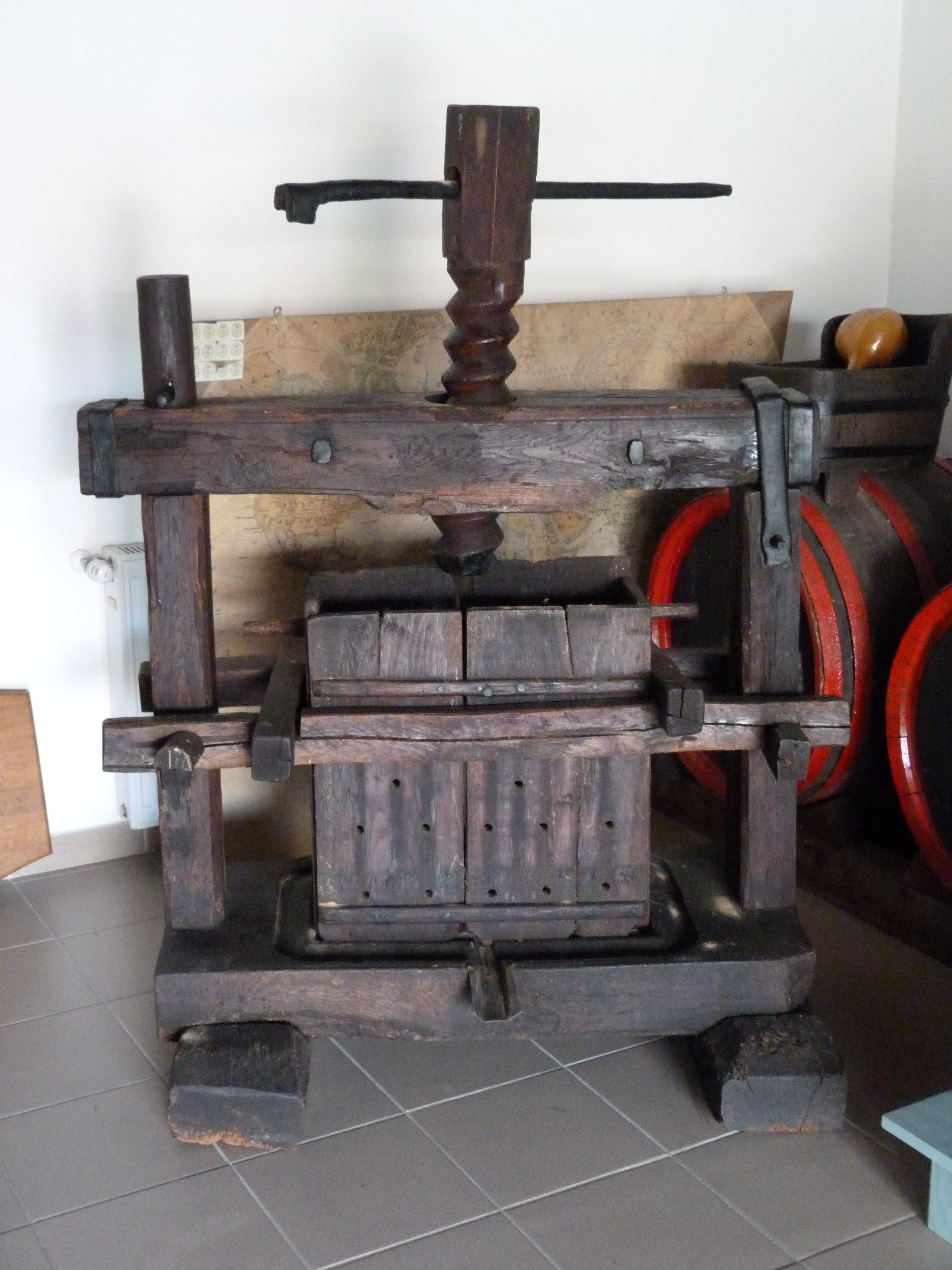
Kelter im Weinmuseum

## Verkehr
Durch Tolcsva verläuft die Landstraße Nr. 3716. Drei Kilometer südlich in Vámosújfalu befindet sich der Bahnhof mit dem Namen Olaszliszka-Tolcsva, der an die Eisenbahnstrecke von Szerencs nach Sátoraljaújhely angebunden ist.